# Лието
Лието (фин. Lieto) — община в провинции Исконная Финляндия, губерния Западная Финляндия, Финляндия. Общая площадь территории — 200,17 км², из которых 1,66 км² — вода.

## Достопримечательности
В районе Лието расположен популярный зоологический сад Zoolandia.

## Демография
На 31 декабря 2022 года в общине Лието проживало 20 497 человек: 10 190 мужчин и 10307 женщин.
Финский язык является родным для 96,85 % жителей, шведский — для 1,21 %. Прочие языки являются родными для 1,95 % жителей общины.
Возрастной состав населения:
- до 14 лет — 21,38 %
- от 15 до 64 лет — 64,49 %
- от 65 лет — 14,15 %

Изменение численности населения по годам:
| Год  | Численность |
| ---- | ----------- |
| 1980 | 11 446      |
| 1990 | 14 094      |
| 2000 | 16 090      |
| 2010 | 18 205      |
| 2020 | 20 146      |
| 2022 | 20 497      |